# Гліб Рахманін
Гліб Рахманін (23 січня 2002, Дрогобич) — український художник.

## Життєпис
Гліб Рахманін – львівський художник, куратор галереї Львівського органного залу, член Національної асоціації художників і скульпторів України.
Основи живопису вивчав у Дрогобицькій художній школі, паралельно відвідував курс з іконопису у майстерні при Інституті Пресвятої Трійці. Навчався у Стрийському художньому училищі. Студент Української академії друкарства.
Першу авторську виставку «Ortus» провів у червні-липні 2022 року.
У 2023 році, в рамках проєкту Ukrainian Live, створив серію графічних портретів українських композиторів для виставки, що експонувалася у Львові та Рівному. У 2024-му взяв участь у виставці ACEO Lviv. Із 2022-го до сьогодні працює над створенням серії монументальних портретів українських композиторів і громадських діячів у Львівському органному залі.
Картини зберігаються у приватних колекціях в Україні, Польщі, Ізраїлі, Албанії.

## Творчість
З 2017 року регулярно бере участь у групових та персональних виставках.
Основні з них:
- 2017 - виставка дипломних робіт учнів ДДХШ (Дрогобич)
- 2020 - виставка "Червоний квадрат" (Львів)
- 2022 - виставка "Ortus" (Львів)
- 2023 - виставка графічних портретів українських композиторів (Львів, Рівне)
- 2024 - Міжнародна виствка "ACEO"
- 2024 - виставка живопису "Різні"
- 2025 - виставка живопису «Репресовані голоси»

З 2022 року у рамках проєкту Ukrainian live створює портрети українських композиторів та громадських діячів, серед яких Михайло Вербицький, Микола Лисенко, Анатоль Вахнянин, Олександр Барвінський, Левко Ревуцький...